# Shi Meiyu
Shi Meiyu (石美玉, nota anche come Mary Stone; Jiujiang, 1º maggio 1873 – Pasadena, 30 dicembre 1954) è stata un medico cinese, la prima donna medico del suo paese a fondare una scuola di infermieristica.

## Biografia
Shi Meiyu crebbe in una famiglia metodista di Jiujiang, nel Jiangxi. Suo padre fu il primo pastore metodista della Cina. La giovane venne affidata alla missionaria Gertrude Howe affinché intraprendesse gli studi della medicina occidentale. Nonostante lo scetticismo della comunità metodista occidentale, Shi Meiyu completò gli studi assieme a Kang Cheng, figlia adottiva di Howe, ed entrambe si iscrissero all'Università del Michigan nel 1882.
Dopo la laurea conseguita nel 1896, le due ragazze tornarono in patria come missionarie metodiste per dirigere un ospizio di donne e bambini cinesi, dove istruirono le infermiere che vi lavoravano. Nel 1901 fondarono l'Elizabeth Skelton Danforth Memorial Hospital, intitolato alla moglie del principale finanziatore dell'opera, un medico di Chicago. Nel 1903 Kang Cheng si trasferì a Nanchang per sopperire alla mancanza di personale medico in quella zona, lasciando a Shi le redini dell'ospedale, sempre determinata nel mantenere l'organico del personale di nazionalità cinese. La sua volontà era infatti quella di presentare il suo ospedale come un modello di struttura metodista indipendente dal controllo occidentale.
La scuola per gli infermieri sita nel suo ospedale era una rivisitazione del modello statunitense che lei stessa aveva conosciuto per esperienza diretta: vi si tenevano pratiche che nel XX secolo erano considerate pari allo sfruttamento, tuttavia Shi considerava gli infermieri come suoi pari riguardo alla gestione degli ospedali. Al contrario delle scuole statunitensi che enfatizzavano la sottomissione agli ordini del medico, Shi Meyiu spronava il suo personale affinché pensasse in maniera indipendente. Per mancanza di fondi Shi era l'unico medico dell'ospedale e non vi era una formazione teorica completa come negli Stati Uniti, tuttavia gli infermieri di Shi acquisirono una grande esperienza pratica, in particolare nei più difficili casi di ostetricia, e la assistevano in molti interventi chirurgici. La commissione della Fondazione Rockefeller elogiò l'operato di Shi e del suo ospedale, riconoscendone la professionalità e i metodi innovativi. La fondazione finanziò cospicuamente il Danforth e permise all'infermiera Lillian Wu di studiare all'Università Johns Hopkins.
Shi e i suoi infermieri si recavano spesso nei villaggi circostanti per curare ed evangelizzare la popolazione locale, consigliando ai pazienti più gravi di recarsi in ospedale per trattamenti più specifici. Istruivano i contadini a prevenire la tubercolosi e altre malattie arrecate dalle zanzare e dalle mosche, nonché provvedevano all'educazione preparto. Nel 1916 Shi venne affiancata dalla dottoressa Alice Hwang per via dei suoi frequenti problemi di salute, così ebbe l'occasione di frequentare alcuni corsi all'Università Johns Hopkins sui nuovi sviluppi della medicina occidentale. Nel 1913 allo staff medico dell'ospedale si aggiunse Kathleen Hwang, cugina di Alice.
Nel 1920 Shi e la missionaria Jennie V. Hughes lasciarono la chiesa metodista per fondare la Bethel Mission, gestita sotto il loro pieno controllo. Sita a Shanghai, questa istituzione era composta da una scuola biblica, una scuola di infermieristica e una scuola superiore. Alla fine degli anni Venti la Bethel Mission contava più di 200 studenti aspiranti infermieri. Le ragioni della rottura con la chiesa metodista sembrerebbero derivare da una lite tra Hughes e il direttivo centrale, tuttavia le due donne motivarono la loro scelta col bisogno di preparare i cinesi di religione cristiana a guidare una propria chiesa nazionale, un'idea poco gradita dal direttivo metodista.
Shi continuò a gestire la sua scuola di infermieristica fino al 1937, quando la Bethel Mission venne distrutta durante la seconda guerra sino-giapponese. Dopo la fine della Seconda guerra mondiale si trasferì definitivamente in California; morì a Pasadena all'età di 81 anni.